# Aéroport Charles de Gaulle 2e gare (stanice metra v Paříži)
Aéroport Charles de Gaulle 2e gare je provizorní název plánované stanice na lince 17 pařížského metra, která by se nacházela na území obce Le Mesnil-Amelot v departementu Seine-et-Marne.

## Umístění na trati
Stanice by se nacházela mezi stanicemi Aéroport Charles-de-Gaulle 2 TGV a Le Mesnil-Amelot, severní konečnou linky 17.

## Vývoj
Zatímco projekt metra Grand Paris původně předpokládal pouze jedinou stanici na terminálu 2 pro obsluhu letiště Charlese de Gaulla, myšlenka druhé stanice se objevila v roce 2010 během veřejné debaty, kdy by na žádost Aéroports de Paris obsluhovala budoucí terminál 4. Do celkového plánu Grand Paris Express byla stanice definitivně zařazena v roce 2011 pod názvem Aéroport Charles-de-Gaulle Terminal 4. Její výstavba souvisí s výstavbou nového terminálu, otevření je však plánováno až po dokončení linky 17.
V roce 2022 stát opustil projekt nového terminálu 4 na letišti Charlese de Gaulla, který není v souladu s cíli Francie v boji proti změně klimatu a ochraně životního prostředí. Vzhledem k tomu, že financování stanice Aéroport Charles-de-Gaulle Terminal 4 již není zajištěno, je plánováno pouze jako náhradní opatření. Infrastruktura umožní případnou výstavbu stanice v pozdějším termínu pod podmínkou schválení revidované verze Terminálu 4. Nyní je jednoduše označena jako 2. letištní stanice, ale od prosince 2023 nebyla o této stanici provedena žádná studie.